# Экстремальное программирование
Экстрема́льное программи́рование (англ. Extreme Programming, XP) — одна из гибких методологий разработки программного обеспечения. Авторы методологии — Кент Бек, Уорд Каннингем, Мартин Фаулер и другие.
Название методологии исходит из идеи применить полезные традиционные методы и практики разработки программного обеспечения, подняв их на новый «экстремальный» уровень. Так, например, практика выполнения ревизии кода, заключающаяся в проверке одним программистом кода, написанного другим программистом, в «экстремальном» варианте представляет собой «парное программирование», когда один программист занимается написанием кода, а его напарник в это же время непрерывно просматривает только что написанный код.

## История
Методология была разработана Кентом Беком во время его работы над проектом системы для расчета зарплатных ведомостей Chrysler Comprehensive Compensation System (C3). Бек стал ведущим специалистом проекта в марте 1996 года. Он начал совершенствовать применяемую в проекте методологию разработки, и написал о ней книгу "Extreme Programming Explained" (опубликована в октябре 1999 года). Проект был закрыт в феврале 2000 года.

## Основные приёмы XP
Двенадцать основных приёмов экстремального программирования (по первому изданию книги Extreme programming explained) могут быть объединены в четыре группы:
- Короткий цикл обратной связи (Fine-scale feedback)
  - Разработка через тестирование (Test-driven development)
  - Игра в планирование (Planning game)
  - Заказчик всегда рядом (Whole team, Onsite customer)
  - Парное программирование (Pair programming)
- Непрерывный, а не пакетный процесс
  - Непрерывная интеграция (Continuous integration)
  - Рефакторинг (Design improvement, Refactoring)
  - Частые небольшие релизы (Small releases)
- Понимание, разделяемое всеми
  - Простота проектирования (Simple design)
  - Метафора системы
  - Коллективное владение кодом (Collective code ownership) или выбранными шаблонами проектирования (Collective patterns ownership)
  - Стандарт оформления кода (Coding standard or Coding conventions)
- Социальная защищённость программиста (Programmer welfare):
  - 40-часовая рабочая неделя (Sustainable pace, Forty-hour week)

### Тестирование
XP предполагает написание автоматических тестов (программный код, написанный специально для того, чтобы тестировать логику другого программного кода). Особое внимание уделяется двум разновидностям тестирования:
- юнит-тестирование модулей;
- функциональное тестирование.

Разработчик не может быть уверен в правильности написанного им кода до тех пор, пока не сработают абсолютно все тесты модулей разрабатываемой им системы. Тесты модулей (юнит-тесты) позволяют разработчикам убедиться в том, что каждый из них по отдельности работает корректно. Они также помогают другим разработчикам понять, зачем нужен тот или иной фрагмент кода, и как он функционирует — в ходе изучения кода тестов логика работы тестируемого кода становится понятной, так как видно, как он должен использоваться. Тесты модулей также позволяют разработчику без каких-либо опасений выполнять рефакторинг (refactoring).
Функциональные тесты предназначены для тестирования функционирования логики, образуемой взаимодействием нескольких (часто — довольно внушительного размера) частей. Они менее детальны, чем юнит-тесты, но покрывают гораздо больше — то есть, у тестов, которые при своём выполнении затрагивают больший объём кода, шанс обнаружить какое-либо некорректное поведение, очевидно, больше. По этой причине в промышленном программировании написание функциональных тестов нередко имеет больший приоритет, чем написание юнит-тестов.
Для XP более приоритетным является подход, называемый TDD (от англ. test-driven development — разработка через тестирование). В соответствии с этим подходом сначала пишется тест, который изначально не проходит (так как логики, которую он должен проверять, ещё просто не существует), затем реализуется логика, необходимая для того, чтобы тест прошёл. TDD, в некотором смысле, позволяет писать код, более удобный в использовании — потому что при написании теста, когда логики ещё нет, проще всего позаботиться об удобстве будущей системы.

### Игра в планирование
Основная цель игры в планирование — быстро сформировать приблизительный план работы и постоянно обновлять его по мере того, как условия задачи становятся всё более чёткими. Артефактами игры в планирование является набор бумажных карточек, на которых записаны пожелания заказчика (customer stories), и приблизительный план работы по выпуску следующих одной или нескольких небольших версий продукта. Критическим фактором, благодаря которому такой стиль планирования оказывается эффективным, является то, что в данном случае заказчик отвечает за принятие бизнес-решений, а команда разработчиков отвечает за принятие технических решений. Если не выполняется это правило, весь процесс распадается на части.

### Заказчик всегда рядом
«Заказчик» в XP — это не тот, кто оплачивает счета, а конечный пользователь программного продукта. XP утверждает, что заказчик должен быть всё время на связи и доступен для вопросов.

### Парное программирование
Парное программирование предполагает, что весь код создается парами программистов, работающих
за одним компьютером. Один из них работает непосредственно с текстом программы, другой просматривает его работу и следит за общей картиной происходящего. При необходимости клавиатура свободно передаётся от одного к другому. В течение работы над проектом пары не фиксированы: рекомендуется их перемешивать, чтобы каждый программист в команде имел хорошее представление обо всей системе. Таким образом, парное программирование усиливает взаимодействие внутри команды.

### Непрерывная интеграция
Если выполнять интеграцию разрабатываемой системы достаточно часто, то можно избежать большей части связанных с ней проблем. В традиционных методиках интеграция, как правило, выполняется в самом конце работы над продуктом, когда считается, что все составные части разрабатываемой системы полностью готовы. В XP интеграция кода всей системы выполняется несколько раз в день, после того, как разработчики убедились в том, что все тесты модулей корректно срабатывают.

### Рефакторинг
Рефакторинг (refactoring) — это методика улучшения кода без изменения его функциональности. XP подразумевает, что однажды написанный код в процессе работы над проектом почти наверняка будет неоднократно переделан. Разработчики XP безжалостно переделывают написанный ранее код для того, чтобы улучшить его. Этот процесс называется рефакторингом. Отсутствие тестового покрытия провоцирует отказ от рефакторинга в связи с боязнью поломать систему, что приводит к постепенной деградации кода.

### Частые небольшие релизы
Версии (releases) продукта должны поступать в эксплуатацию как можно чаще. Работа над каждой версией должна занимать как можно меньше времени. При этом каждая версия должна быть достаточно осмысленной с точки зрения полезности для бизнеса.
Чем раньше выпускается первая рабочая версия продукта, тем раньше заказчик начинает получать за счёт неё дополнительную прибыль. Следует помнить, что деньги, заработанные сегодня, стоят дороже, чем деньги, заработанные завтра. Чем раньше заказчик приступит к эксплуатации продукта, тем раньше разработчики получат от него информацию о том, что соответствует требованиям заказчика. Эта информация может оказаться чрезвычайно полезной при планировании следующего выпуска.

### Простота проектирования
XP исходит из того, что в процессе работы условия задачи могут неоднократно измениться, а значит, разрабатываемый продукт не следует проектировать заблаговременно целиком и полностью. Попытка детально спроектировать систему в самом начале работы является напрасной тратой времени. XP предполагает, что проектирование — это настолько важный процесс, что его необходимо выполнять постоянно в течение всего времени работы над проектом. Проектирование должно выполняться небольшими этапами, с учётом постоянно изменяющихся требований. В каждый момент времени следует пытаться использовать наиболее простой дизайн, который подходит для решения текущей задачи, и менять его по мере того, как условия задачи меняются.
Кент Бэк и Мартин Фаулер предлагают описывать "простое проектирование" как выполнение следующих четырех критериев:
1. Система проходит все тесты
2. Каждый элемент системы имеет своё явное назначение
3. В системе отсутствует дублирование
4. Система содержит как можно меньше элементов

Роберт Мартин соглашается c этими правилами, однако в своих ранних работах так же предлагает описывать "простое проектирование" следующими тремя принципами:
- DRY - не допускайте дублирование кода или ответственности [5]
- KISS - реализуйте функциональность самым простым из доступных способов
- YAGNI - не реализуйте функциональности больше, чем требуется для текущей итерации

### Метафора системы
Архитектура — это представление о компонентах системы и их взаимосвязях между собой. Разработчикам необходимо проводить анализ архитектуры программного обеспечения для того, чтобы понять, в каком месте системы необходимо добавить новую функциональность, и с чем будет взаимодействовать новый компонент.
Метафора системы (system metaphor) — это аналог того, что в большинстве методик называется архитектурой. Метафора системы даёт команде представление о том, каким образом система работает в настоящее время, в каких местах добавляются новые компоненты, и какую форму они должны принять.
Подбор хорошей метафоры облегчает для группы разработчиков понимание того, каким образом устроена система. Иногда сделать это непросто.
В настоящий момент Боб Мартин признал, что метафора системы устарела и должна быть заменена на Domain Driven Design.

### Стандарты оформления кода
Все члены команды в ходе работы должны соблюдать требования общих стандартов оформления кода. Благодаря этому:
- члены команды не тратят время на споры о вещах, которые фактически никак не влияют на скорость работы над проектом;
- обеспечивается эффективное выполнение остальных практик.

Если в команде не используются единые стандарты оформления кода, разработчикам становится сложнее выполнять рефакторинг; при смене партнёров в парах возникает больше затруднений; в общем и целом, продвижение проекта затрудняется. В рамках XP необходимо добиться того, чтобы было сложно понять, кто является автором того или иного участка кода, — вся команда работает унифицированно, как один человек. Команда должна сформировать набор правил, а затем каждый член команды должен следовать этим правилам в процессе написания кода. Перечень правил не должен быть исчерпывающим или слишком объёмным. Задача состоит в том, чтобы сформулировать общие указания, благодаря которым код станет понятным для каждого из членов команды. Стандарт оформления кода поначалу должен быть простым, затем он может постепенно усложняться по мере наработки опыта группой разработчиков. Не нужно тратить слишком много времени на предварительную разработку стандарта.

### Коллективное владение
Коллективное владение означает, что каждый член команды несёт ответственность за весь исходный код. Таким образом, каждый вправе вносить изменения в любой участок программы. Парное программирование поддерживает эту практику: работая в разных парах, все программисты знакомятся со всеми частями кода системы. Важное преимущество коллективного владения кодом — в том, что оно ускоряет процесс разработки, поскольку при появлении ошибки её может устранить любой программист.
Право каждого программиста изменять код ведёт к риску появления ошибок, вносимых программистами, которые считают, что знают, что делают, но не рассматривают некоторые зависимости. Приверженцы экстремального программирования считают, что хорошо определённые юнит-тесты решают эту проблему: если нерассмотренные зависимости порождают ошибки, то ближайший запуск юнит-тестов будет неудачным и выявит наличие проблемы.